# Golf Union of Wales
De Welsh Golf Federatie (Engels: Golf Union of Wales; Welsh: Undeb Golff Cymru) is een nationale sportorganisatie die zich richt op de golfsport in Wales.
De organisatie is op nationaal niveau verantwoordelijk is voor het handhaven van het handicap-systeem, de meting van golfbanen, het organiseren van nationale toernooien en het naleven van de internationale regels op het gebied van golf en de amateurstatus. 
Het kantoor van de organisatie is in Newport.